# Związek gmin Langenau
Związek gmin Langenau – związek gmin (niem. Gemeindeverwaltungsverband) w Niemczech, w kraju związkowym Badenia-Wirtembergia, w rejencji Tybinga, w regionie Dpnau-Iller, w powiecie Alb-Donau. Siedziba związku znajduje się w mieście Langenau, przewodniczącym jego jest Theodor Nusser.
Związek zrzesza jedno miasto i trzynaście gmin wiejskich:
- Altheim (Alb), 1 761 mieszkańców, 25,78 km²
- Asselfingen, 1 011 mieszkańców, 12,85 km²
- Ballendorf, 664 mieszkańców, 14,21 km²
- Bernstadt, 2 082 mieszkańców, 13,95 km²
- Börslingen, 178 mieszkańców, 6,29 km²
- Breitingen, 262 mieszkańców, 2,89 km²
- Holzkirch, 269 mieszkańców, 8,14 km²
- Langenau, miasto, 14 516 mieszkańców, 75 km²
- Neenstetten, 827 mieszkańców, 8,30 km²
- Nerenstetten, 342 mieszkańców, 6,09 km²
- Öllingen, 517 mieszkańców, 8,09 km²
- Rammingen, 1 263 mieszkańców, 14,04 km²
- Setzingen, 626 mieszkańców, 8,42 km²
- Weidenstetten, 1 268 mieszkańców, 17,21 km²